# Schia (fiume)
La Schia (in olandese Schie) è il nome di quattro corsi d'acqua nella zona di Overschie, nella provincia dell'Olanda Meridionale, nei Paesi Bassi. In prossimità dell'affluenza con la Nieuwe Maas si divide in un delta fluviale comprendente la Schia di Delft (Delftse Schie), la Schia di Delfshaven (Delfshavense Schie), la Schia di Rotterdam  (Rotterdamse Schie) e la Schia di Schiedam (Schiedamse Schie). L'esistenza di questi quattro rami è il frutto della rivalità medievale tra le città di Delft, Rotterdam e Schiedam nata per i diritti di pedaggio.

## Storia

### La progressiva costruzione del canale e del suo delta

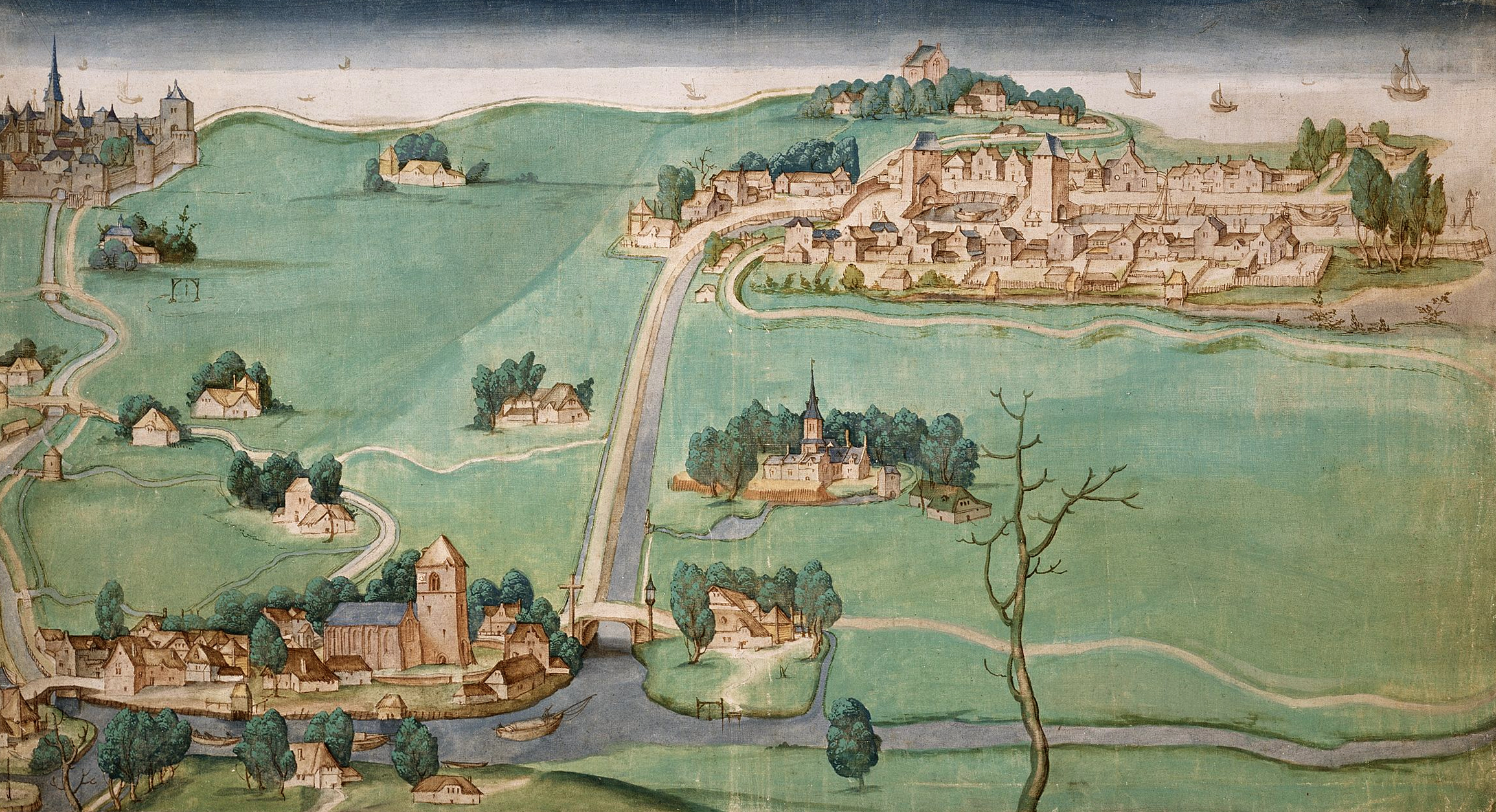
Immagine del 1512, con Overschie (in primo piano), Rotterdam (in alto a sinistra) e Delfshaven (in alto a destra). Schiedam si troverebbe a destra fuori dal riquadro.

L'originale Schia era un torrente paludoso nella zona di Schiebroek che scorreva nell'ex Merwede, nell'allora città di Overschie, oggigiorno quartiere di Rotterdam. La città di Delft si formò lungo questo corso d'acqua: il nome dell'insediamento deriva da Delf, che significa "scavare", indicando che il corso d'acqua fu almeno parzialmente scavato artificialmente. I primi scavi potrebbero aver avuto luogo in epoca romana, quando fu scavato anche il vicino canale di Corbulo.
Nel 1150, la Schielands High Seawall fu costruita lungo la Merwede. Quando in seguito le pianure alluvionali furono trasformate in polder, la Schia fu estesa verso sud e fu costruita una diga alla nuova foce. L'insediamento che si formò là fu chiamato Schiedam, e divenne una città importante dal momento in cui riscosse il pedaggio sulle navi che salpavano sulla Schia fino a Delft e oltre.
Nel 1280, il Poldervaart fu costruito per prosciugare i fiumi orientali di Delfland. Questo canale aveva un collegamento diretto con la Merwede fuori Schiedam. La rivalità politica tra i vari proprietari terrieri e le città di Schiedam, Delft e Rotterdam portò alla costruzione di un nuovo canale tra Overschie e Rotterdam nel 1343, dividendo in tal modo la Schia di Overschie nella Schia di Rotterdam e l'originale, chiamata a quel punto Schia di Schiedam. Il controllo di Schiedam sulle spedizioni sulla Schia venne quindi perso.
Nel 1389, la città di Delft ricevette il permesso dal Alberto I di Baviera, Conte d'Olanda, di scavare il proprio canale fino a Merwede. La sezione esistente da Delft a Overschie fu ampliata e divenne nota come la Schia di Delft. Da lì fu scavato un nuovo canale per la Merwede. Alla sua foce, Delft costruì il suo nuovo porto: Delfshaven. Questa sezione fu nominata la Schia di Delfshaven.
Dal 1893, la Schia di Delft, insieme al canale Vliet, divenne parte del Canale Reno-Schie che si estende fino a Leida.

### Nel XX secolo

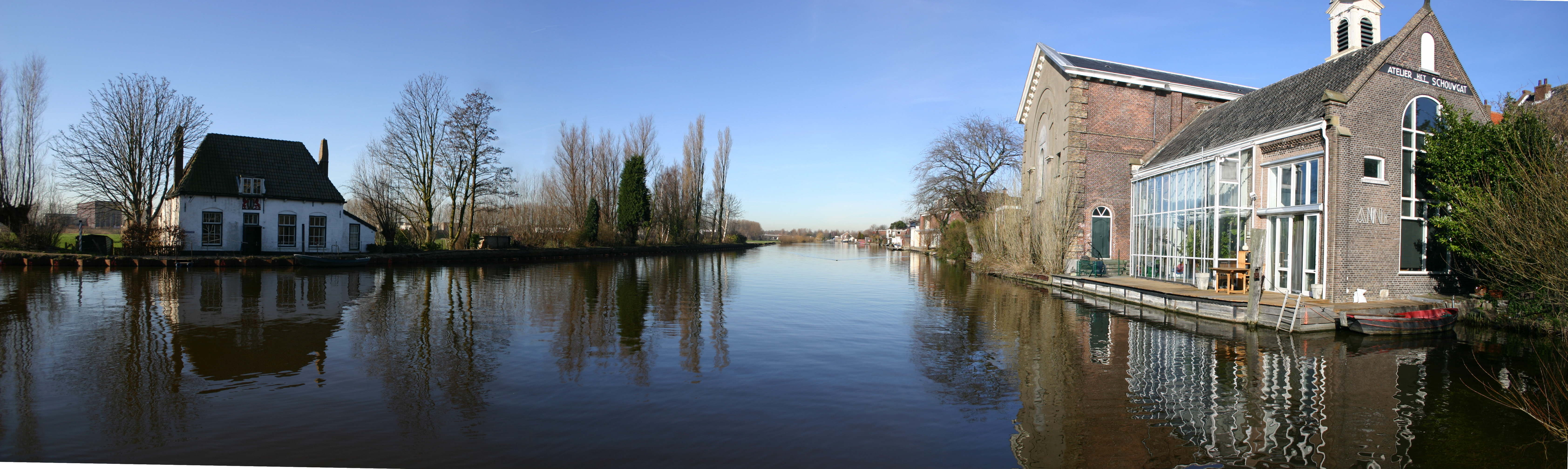
La Schia di Delft a Overschie. La Schia di Rotterdam si trova sulla destra, davanti all'edificio e la Schia di Schiedam alle spalle del punto d'osservazione

Nel 1903, una diga ruppe vicino a Kandelaar, quasi prosciugando l'intera Schia nei campi circostanti.
Nel 1933 fu completato il Coolhaven che fornì una nuova e migliore connessione tra la Schia di Delfshaven e la Nieuwe Maas, riducendo la spedizione sugli altri tre canali.
Dopo il Bombardamento di Rotterdam all'inizio della seconda guerra mondiale, le macerie della città in rovina furono utilizzate per il recupero della Schia di Rotterdam. 
Nel 1989, la Schia di Delft tra Delft e Rotterdam fu trasferita dalla giurisdizione comunale a quella provinciale.

## Il canale oggi
La Schia di Delfshaven è ora il principale collegamento marittimo, anche per trasporto merci, tra la Schia di Delft e la Nieuwe Maas. Proprio nell'abitato di Delft il fiume forma una doppia ansa che lambisce il centro storico e ne delimita i confini sud-orientali: La prima dei due meandri, quello più meridionale,va a formare un ulteriore slargo, chiamato Zuidkolk, che storicamente funge da porticciolo, in origine commerciale, ora prettamente turistico, della città. Proprio da tale luogo si suppone che sia il punto d'osservazione da cui il celebre pittore Johannes Vermeer, nativo di Delft, raffigurò la Veduta di Delft, uno dei suoi dipinti più conosciuti.
La Schia di Delfshaven è inoltre utilizzata anche per la gestione del livello dell'acqua del sistema di canali dell'Olanda Meridionale. D'altra parte invece, la Schia di Rotterdam è scarsamente riempita mentre la Schia di Schiedam è vagamente usata come percorso turistico.